# Ждяр-над-Сазавоу (район)
Район Ждяр-над-Сазавоу (чеш. Okres Žďár nad Sázavou) — один из 5 районов края Высочина Чехии. Административным центром является город Ждяр-над-Сазавоу. Площадь составляет 1578,51 км², население — 119 946 человек (плотность населения — 75,99 человек на 1 км²). Район состоит из 174 населённых пунктов, в том числе из 6 городов.

## Города
| Город                     | Население |
| ------------------------- | --------- |
| Ждяр-над-Сазавоу          | 22 697    |
| Вельке-Мезиржичи          | 11 874    |
| Нове-Место-на-Мораве      | 10 313    |
| Бистршице-над-Пернштейнем | 8 617     |
| Велька-Битеш              | 5 000     |
| Свратка                   | 1 531     |
| Стражек                   | 846       |